# Simón Bolívar (Anzoátegui)
Simón Bolívar is een gemeente in de Venezolaanse staat Anzoátegui. De gemeente telt 466.000 inwoners. De hoofdplaats is Barcelona.